# ラース・ボック
ラース・ボック（Lars Bock、1955年1月2日 - ）は、 デンマークの元ハンドボール選手で、1976年夏季オリンピックに出場した。
彼は Olympia Helsingborg でプレーした。1976年、ハンドボールデンマーク代表としてオリンピック大会に出場し8位だった。彼は全6試合に出場し、8得点を記録した。